# 移動動物園

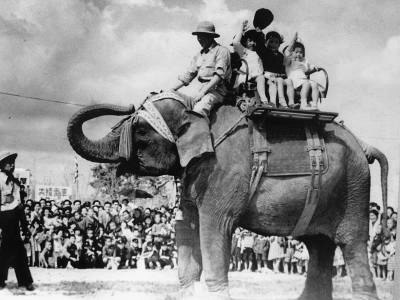
上野動物園の移動動物園。ゾウの「インディラ」。昭和25年（1950年）頃

移動動物園（いどうどうぶつえん）は動物園の運営形態のひとつ。

## 解説
利用者が足を運ぶ従来の動物園とは異なり、移動動物園は顧客の依頼を受け、所有する動物を依頼を受けた施設に直接移送して展示する。主に幼稚園、保育所、小学校のような教育機関・公共施設や地方自治体、百貨店やショッピングモールといった商業施設などが主な顧客対象となる。
移動動物園で展示される動物はニワトリ、ウサギのような小動物やヤギ、ヒツジ、ウマのような家畜など身近な動物が多い。中には、ラクダやキリンなどといった大型動物や希少動物を所有する移動動物園もある。
依頼を受けた移動動物園は、バスやトラックなどで動物を輸送し、施設の広場や校庭に柵を設けて、その中に動物を放し飼いにする。ふれあえない動物は檻に入れて展示する。
多くの移動動物園は利用者が動物たちに直接触れたり、餌を与えたりすることができるコーナーを設けており、メイン企画としている。ウマやロバ、ポニーなどの乗馬コーナーを設けている移動動物園もある。
移動動物園は、“従来の動物園”が別業務として行う場合もあれば、専用の業者が行う場合もある。
動物たちが過酷な環境下に置かれていることが動物愛護団体などから告発されたり、小動物に触れることにより、サルモネラ症に感染する恐れもあることから、2020年代に入るとイオンやセブン&アイ・ホールディングスといった流通大手グループが系列店舗における移動動物園イベントの実施を取り止めるなど、移動動物園の開催自体が縮小しつつある。

## カバヤ食品の移動動物園

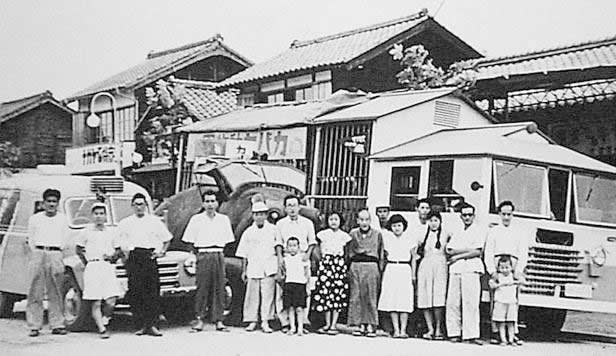
カバヤ食品の移動動物園

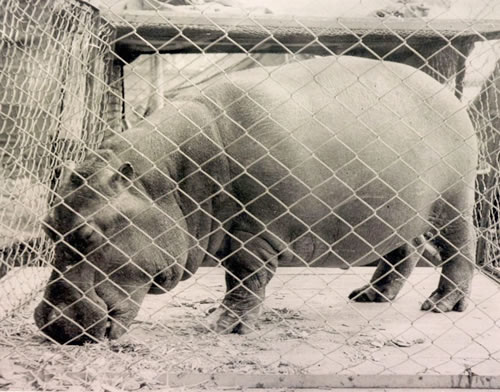
人気があったカバ子

岡山の菓子メーカーであるカバヤ食品は1953年（昭和28年）に、推定年齢1歳のカバ「カバ子」をドイツから輸入、移動動物園として8年間に渡って全国を巡った。専用に改造したトラックで、架台はパイプで内部が見えるようになっており、駐車中であればそのままカバを観察できる構造になっていた。内部には飼育に必要なプールやシャワーも備えており、運転席からシャワーの操作ができるようになっていた。
なお、カバ子は大きくなりすぎてトラックに乗せられなくなったため、1955年に福岡県北九州市の到津遊園に寄贈された。その後「デカ」と名前を変え、石川県金沢市の金沢動物園にて仔を産み、後にいしかわ動物園で余生を送る。2010年8月5日永眠。推定年齢58歳は人間でいえば100歳を超える大往生に当たる。フランスのカバ協会によると、世界で2番目に長寿のカバである。
- カバヤ食品のホームページ　カバヤ歴史館　カバ子と移動動物園
- 北國新聞 - 国内最高齢のカバ「デカ」57歳　いしかわ動物園（2009-04-01）

## 主な移動動物園の一覧
- 動物園が移動動物園も行う業態は除く。

### 日本
- 岡村動物プロダクション（秋田県）[3]
- 郡山石筵ふれあい牧場（福島県）[4]
- ドギーエンタープライズ（栃木県）[5]
- ZOOKISS（埼玉県）[6]
- ネバーランド（埼玉県）[7]
- いちにち動物村（千葉県）[8]
- ノア動物プロ（神奈川県）[9]
- どうぶつむら　相模湖飼育所（神奈川県）[10]
- アクティブ（愛知県）[11]
- いちご動物園（愛知県）[12]
- ペットふれあい王国（愛知県）[13]
- 堀井動物園（滋賀県）[14]
- 京都ポニーどうぶつえん（京都府）[15]
- ワールド牧場（大阪府）[16]